# Ramessés IX
Ramessés IX foi o oitavo faraó da XX dinastia egípcia, tendo governado cerca de dezoito anos, entre 1127 a.C. e 1109 a.C.. O seu prenome foi Neferkará-Setepenrá, o que significa "É belo o ka de Ré, escolhido por Rá".
Ramessés IX era filho ou neto de Ramessés III. Do seu reinado ficaram muitos poucos monumentos e vestígios, a maior parte dos quais são oriundos de Carnaque, Mênfis e Heliópolis. 
No período compreendido entre o oitavo e o décimo quinto anos do seu reinado há notícias de nómadas líbios a perturbar Tebas, tendo continuado as greves dos trabalhadores dos túmulos. Foi durante o seu reinado que se iniciou a primeira grande onda de assaltos a túmulos reais, como revelam os papiros que documentam o julgamento dos assaltantes. 

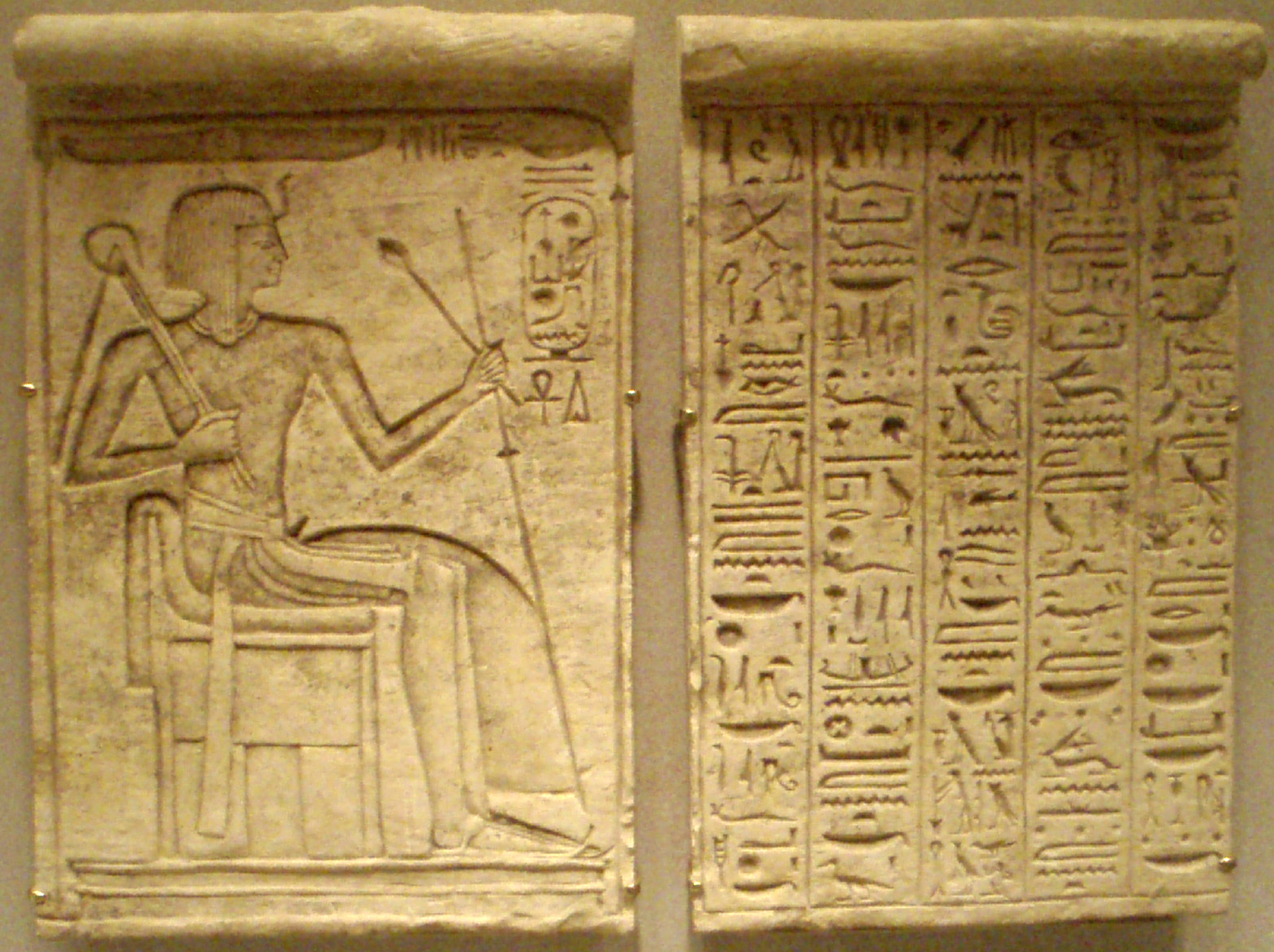
Estela de Ramessés IX. Museu Metropolitano de Arte, Nova Iorque

No décimo ano do seu reinado, Ramessés IX transfere a gestão dos bens do tesouro real para o sumo sacerdote de Amom, Amenófis, que surge representado em dois relevos de Carnaque no mesmo tamanho que o faraó, algo revelador da crescente importância política dos sumo sacerdotes de Amom. 
A nível da política externa, o Egito manteve a sua presença na Núbia, mas perdeu o controlo sobre a Síria e Palestina.
O túmulo de Ramessés IX encontra-se no Vale dos Reis (KV 6). A sua múmia foi dali retirada no tempo da XXI dinastia para receber nova sepultura no chamado "esconderijo" de Deir Elbari, uma prática seguida devido às pilhagens aos túmulos. A múmia foi encontrada em 1881, dentro do sarcófago da princesa Nesiconsu.

## Titulatura
| G39 | N5 · Z1 |

| G39 | N5 · Z1 |

|                               |     |     |     |           |    |     |     |          |
| \| \| \| \| \| \| \| \| \| \| |     |     |     |           |    |     |     |          |
|                               |     |     |     |           |    |     |     |          |
| C2 · C12 · N36                | F31 | S29 | M23 | D28 · D52 | E1 | G17 | S40 | X1 · O49 |

| C2 · C12 · N36 | F31 | S29 | M23 | D28 · D52 | E1 | G17 | S40 | X1 · O49 |

|                               |     |     |     |           |    |     |     |          |
| \| \| \| \| \| \| \| \| \| \| |     |     |     |           |    |     |     |          |
|                               |     |     |     |           |    |     |     |          |
| C2 · C12 · N36                | F31 | S29 | M23 | D28 · D52 | E1 | G17 | S40 | X1 · O49 |

| C2 · C12 · N36 | F31 | S29 | M23 | D28 · D52 | E1 | G17 | S40 | X1 · O49 |

|                               |     |     |     |           |    |     |     |          |
| \| \| \| \| \| \| \| \| \| \| |     |     |     |           |    |     |     |          |
|                               |     |     |     |           |    |     |     |          |
| C2 · C12 · N36                | F31 | S29 | M23 | D28 · D52 | E1 | G17 | S40 | X1 · O49 |

| C2 · C12 · N36 | F31 | S29 | M23 | D28 · D52 | E1 | G17 | S40 | X1 · O49 |

|                               |     |     |     |           |    |     |     |          |
| \| \| \| \| \| \| \| \| \| \| |     |     |     |           |    |     |     |          |
|                               |     |     |     |           |    |     |     |          |
| C2 · C12 · N36                | F31 | S29 | M23 | D28 · D52 | E1 | G17 | S40 | X1 · O49 |

| C2 · C12 · N36 | F31 | S29 | M23 | D28 · D52 | E1 | G17 | S40 | X1 · O49 |

| M23 · X1 | L2 · X1 |

| M23 · X1 | L2 · X1 |

|                |           |    |           |
| \| \| \| \| \| |           |    |           |
|                |           |    |           |
| C2             | F35 · D28 | N5 | U21 · N35 |

| C2 | F35 · D28 | N5 | U21 · N35 |

|                |           |    |           |
| \| \| \| \| \| |           |    |           |
|                |           |    |           |
| C2             | F35 · D28 | N5 | U21 · N35 |

| C2 | F35 · D28 | N5 | U21 · N35 |

|                |           |    |           |
| \| \| \| \| \| |           |    |           |
|                |           |    |           |
| C2             | F35 · D28 | N5 | U21 · N35 |

| C2 | F35 · D28 | N5 | U21 · N35 |

|                |           |    |           |
| \| \| \| \| \| |           |    |           |
|                |           |    |           |
| C2             | F35 · D28 | N5 | U21 · N35 |

| C2 | F35 · D28 | N5 | U21 · N35 |

| G5 |

| G5 |

| E1 · D43 | G17 | N28 | R19 |

| E1 · D43 | G17 | N28 | R19 |

| E1 · D43 | G17 | N28 | R19 |

| E1 · D43 | G17 | N28 | R19 |

| E1 · D43 | G17 | N28 | R19 |

| E1 · D43 | G17 | N28 | R19 |

| E1 · D43 | G17 | N28 | R19 |

| E1 · D43 | G17 | N28 | R19 |

| G16 |

| G16 |

| F12 | S29 | D21 · D43 | F23 · D43 | G7 | S29 | N35 · Aa1 | N19 | N23 · N23 |

| F12 | S29 | D21 · D43 | F23 · D43 | G7 | S29 | N35 · Aa1 | N19 | N23 · N23 |